# 四反田マイケル
四反田 マイケル（したんだ まいける、本名同じ、1974年11月16日 - ）は、日本の男性声優、音響監督。神奈川県出身。フリー。旧芸名は「天田 真人（あまだ まさと）」。

## 略歴
東京メディアアカデミー声優ボーカル科（現：東京声優アカデミーの声優養成科）卒業。
元々は歌を趣味でしており、「出来れば歌手になりたいな」と思い、ライブ、レコーディングなど活動をしていたという。その中で色々な付き合いがあり声優業を紹介してもらったという。
1995年、『行け!稲中卓球部』の田辺・ミッチェル・五郎役でデビュー。『行け!稲中卓球部』の出演時はまだプロダクションに所属しておらず、偶々オーディションを受けさせてもらう機会があり、偶々合格してしまったという。
本人主催の声優養成機関Studio True Colorsで講師を務めるほか、声優養成所JTBエンタテインメントアカデミー、制作プロダクション スターライト･プロ主催のワークショップ等でも講師を務める。
音声ドラマの演出・制作等も手掛けている。

## 人物
四反田マイケルは本名。アメリカ人の父と日本人の母のハーフである。
趣味・特技はバンド、英語。

## 出演
太字はメインキャラクター。

### テレビアニメ
1995年
- 行け!稲中卓球部（田辺・ミッチェル・五郎、船橋、大前田、北条の父 他）

1997年
- アニメがんばれゴエモン（ハッタリーノ）

1998年
- 頭文字D（浩二）
- 星方武侠アウトロースター（医療班員）
- DTエイトロン（ガフ隊員）
- YAT安心!宇宙旅行（ボンバ星人）

1999年
- 星界の紋章（ダスワニ）
- 星方天使エンジェルリンクス（オペレーター）
- セラフィムコール（男子生徒C）
- 仙界伝 封神演義（村長〈父親〉）

2000年
- はじめの一歩（観客、男性客、スタッフ）

2001年
- オフサイド（阿部弘志、フィオ･マストロヤンニ）
- 激闘!クラッシュギアTURBO（2001年 - 2003年、織座ジロウ）
- スターオーシャンEX（教師）
- ナジカ電撃作戦
- ヒカルの碁（生徒）

2002年
- おジャ魔女どれみドッカ～ン!（かかし、オセロの駒）
- ギャラクシーエンジェルZ（珍走団員）
- デジモンフロンティア（2002年 - 2003年、柴山純平 / ブリッツモン / ボルグモン）
- ドラゴンドライブ（2002年 - 2003年、萩原大介）
- 爆闘宣言ダイガンダー（カマタッキーVS）
- ぱにょぱにょデ・ジ・キャラット（サラリーマン）
- ぴたテン（予備校生）

2003年
- アストロボーイ・鉄腕アトム（ムンク）
- WOLF'S RAIN（少年）
- 出撃!マシンロボレスキュー（歌田進、歌田強、ポリスロボ、BLポリスロボ）
- ストラトス・フォー（マニア2、サラリーマン、兵）
- 冒険遊記プラスターワールド（ウズファン）
- 無限戦記ポトリス（ポセバイユート、市民B、部下C、青年ポトリス、市民A、オペレーター、ポトリス市民たち）

2004年
- かいけつゾロリ（ミイラ男）
- 鉄人28号（鉄五郎）
- ふたりはプリキュア（少年）
- BECK（諸積ヨシト）

2005年
- おねがいマイメロディ（有働太）
- 陰陽大戦記（霜花のオニシバ）
- ガンパレード・オーケストラ（諸川）
- CLUSTER EDGE（軍学校生徒）
- 甲虫王者ムシキング 森の民の伝説（寄生の森の民）
- ふたりはプリキュア Max Heart（プロスン）

2006年
- おねがいマイメロディ 〜くるくるシャッフル!〜（有働太）
- ギャラクシーエンジェる〜ん（男子学生）
- くじびき♥アンバランス（新聞部部長）
- クレヨンしんちゃん（係員）
- 人造昆虫カブトボーグ V×V（ジャンマイケル・マックラクラン）
- パッタ ポッタ モン太（タイガーソン）
- まじめにふまじめ かいけつゾロリ（ミイラ男）

2007年
- 月面兎兵器ミーナ（AD鈴木、コネッホ星人）
- MOONLIGHT MILE 1stシーズン -Lift off-（ミハエル、長谷）
- MOONLIGHT MILE 2ndシーズン -Touch down-（ミハエル、ツァベル、警官）

2009年
- バトルスピリッツ 少年突破バシン（アマデ・ウス）

2012年
- パブー&モジーズ（ゾロ・ゼブラ）

### 劇場アニメ
- エルマーの冒険（1997年、ワニA）
- がんばれゴエモン 地球救出大作戦（1998年、ロクデナーシ）
- メトロポリス（2001年）
- 激闘!クラッシュギアTURBO カイザバーンの挑戦!（2002年、織座ジロウ）
- デジモンフロンティア 古代デジモン復活!!（2002年、柴山純平）

### OVA
- タイムレンジャー セザールボーイの冒険 ローマ帝国編（1999年）
- 戦闘妖精雪風（2002年、アドミラル管制官）
- おジャ魔女どれみナ・イ・ショ（2004年、ボブ、スタッフ）
- ストラトス・フォー（X シリーズ）（2004年、オタク）
- 機動戦士ガンダムSEED C.E.73 STARGAZER（2006年、レイエス）

### Webアニメ
- 幕末機関説 いろはにほへと（2006年、益満休之助、隊長）
- 最終試験くじら（2007年、金井誠一郎）
- ポケモン不思議のダンジョン 出動ポケモン救助隊ガンバルズ!（2007年、アーボ）

### ゲーム
1997年
- アーマード・コアフォーミュラフロント（実況）

1999年
- 東京惑星プラネトキオ

2002年
- アンリミテッド:サガ（アンリ、ムゾル・ヤニー）
- 兎-野性の闘牌-（佐々木彰久）
- 激闘!クラッシュギアTURBO（織座ジロウ）
- 激闘!クラッシュギアTURBO ギアチャンピオンリーグ（織座ジロウ）

2003年
- 兎-野性の闘牌- 山城麻雀編（佐々木彰久）
- サモンナイト3（ギャレオ）
- 薔薇ノ木ニ薔薇ノ花咲ク（土田憲実）
- 麻雀飛竜伝説 天牌（伊藤芳一）

2005年
- サムライウエスタン（桐生豪次郎）

2007年
- ギャラクシーエンジェルII 無限回廊の鍵（パルフェ）
- グローランサーVI（メークリッヒ、コマンダー13）

2009年
- ギャラクシーエンジェルII 永劫回帰の刻（ソルベ）

2011年
- 遙かなる時空の中で5（アーネスト・サトウ）
- ラストストーリー（ロッタ）

2012年
- 遙かなる時空の中で5 風花記（アーネスト・サトウ）

2013年
- 嫁コレ（アーネスト・サトウ）

2015年
- 遙かなる時空の中で6（萩尾九段）

2016年
- 遙かなる時空の中で6 幻燈ロンド（萩尾九段）

2020年
- 遙かなる時空の中で7（阿国）

### 吹き替え

#### 映画
- アタック・ナンバーハーフ（ピア〈ゴッゴーン・ベンジャーティグーン〉）
- キス・オブ・ザ・ドラゴン ※テレビ東京版
- サーティーン あの頃欲しかった愛のこと
- セント・エルモス・ファイアー（カービー・キーガー〈エミリオ・エステベス〉）※テレビ東京版
- デッドベイビーズ（キース〈アンディ・ナイマン〉）
- ハリー・ポッターシリーズ（マーカス・フリント〈ジェイミー・イェイツ〉）
  - ハリー・ポッターと賢者の石
  - ハリー・ポッターと秘密の部屋

#### ドラマ
- プロジェクト・ランウェイ（ダニエル・フランコ）
- ヤング・スーパーマン シーズン4 #5（バート・アレン〈カイル・ガルナー〉）

#### アニメ
- ジャスティス・リーグ（トイマン）
- スーパーマン（トイマン）
- マウス・タウン ロディとリタの大冒険
- ライオン・キング3 ハクナ・マタタ

### ラジオ
- ラジオ 幻想水滸伝 集まれ!108星!（ミルイヒ・オッペンハイマー）
- PBLラジオ（WEBラジオ）

### 実写
- バラエティDVD 遙かなる時空の中で 八葉爛漫
- バラエティDVD 遙かなる時空の中で5 八葉爛漫2
- 映画 トラップ・ガール 中谷洋平役　シネ・リーブル池袋

### CD
- THE IDOLM@STER DRAMA CD NEW STAGE 02（アンディ・ブルース）
- ドラマCD 久遠の絆 平安編（安倍鷹久）
- GROW LANSERVI ドラマCD〜（メークリッヒ）
- ケモノガミトボク〜動き出した運命〜（ケモノガミ）
- ドラマCD 幻想水滸伝（ミルイヒ・オッペンハイマー）
- ハートが止まるまで（井沢将、五十嵐剛、ED主題歌ボーカル）
- 薔薇ノ木ニ薔薇ノ花咲ク 〜水川抱月ノ事件簿〜（土田憲実）
- 遙かなる時空の中で5 夜明け前 壱・弐（アーネスト・サトウ）
  - 遙かなる時空の中で5 暁の恋唄（らゔそんぐ）（アーネスト・サトウ）
- ピューと吹く!ジャガー ジャガージュン市のオールナイト昼（スペツナズ）
- ボクたちオトコの娘 〜アイドルデビュー編〜（ヘアメイク）

### 演出・編集・音響監督
- ドラマCD ひぐらしのなく頃にシリーズ
- Both Wings〜白と黒の混ざり合う場所〜
- 元気あげたいっっ! 〜Be Yell〜
- テストに出るっ!世界の偉人物語
- テストに出るっ!世界の歴史年表（上巻・下巻）
- テストに出るっ!日本の歴史年表
- ぷれい☆ステーショナリー ドラマCD vol.1・vol.2
- invisible sign -イス- image drama CD]
- ラジオドラマ ことと
- 魔法店舗カナルナ Magic1

### その他コンテンツ
- アイシールド21・ジャンプフェスタ2004 幻のゴールデンボウル（栗田良寛）
- クボジュンのえいごっこ（ガオリー、ドラゴン王子）
- GRANRODEO LIVE TOUR 2008-2009 “ROCK INSTINCT”（オープニング英語ナレーション）